# 安傑利納縣 (德克薩斯州)
安傑利納縣（英語：Angelina County）是美國德克薩斯州東部的一個縣。面積2,239平方公里。根據美國2000年人口普查，共有人口80,130人。縣治拉夫金（Lufkin）。
成立於1846年4月22日，縣政府成立於7月13日。縣名來自同名的河流（紀念一名印第安人女子）。